# Macaranga papuana
Macaranga papuana är en törelväxtart som först beskrevs av Johannes Jacobus Smith, och fick sitt nu gällande namn av Ferdinand Albin Pax och Käthe Hoffmann. Macaranga papuana ingår i släktet Macaranga och familjen törelväxter.

## Underarter
Arten delas in i följande underarter:
- M. p. glabristipulata
- M. p. papuana